# Austra (isola)
Austra è un'isola della Norvegia, situata sul confine tra le regioni di Trøndelag e Nord-Norge; la parte occidentale dell'isola ricade nel comune di Leka, quella sud-orientale nel comune di Nærøysund (entrambi nella contea di Trøndelag, regione di Trøndelag) e quella nord-orientale appartiene al comune di Bindal (contea di Nordland, Nord-Norge).

## Geografia
A sud, l'isola è separata dalla terraferma dall'Årsetfjorden, mentre a nord il Lekafjorden la divide dall'isola di Leka (sede dell'omonimo comune). Il punto più elevato è raggiunto a Romsskåla, nel nord dell'isola. Sull'isola si trovano anche numerosi laghi, fra cui si possono citare in particolare il Kjærstadvadnet e lo Tverravatnet. L'isola, che ospitava 300 abitanti nel 2001, conta diversi insediamenti sparsi, concentrati soprattutto sulla costa orientale e su quella occidentale, dove si trova il porto di Gutvik.